# 南部神社 (遠野市)
南部神社（なんぶじんじゃ）は岩手県遠野市にある神社。鍋倉公園の入り口にある。

## 概要
創立は明治15年。
明治9年、明治天皇が東北地方を巡幸した際、遠野南部家の事績をお聞きになる。遠野南部家の書物や宝物をご覧になり、保存料を賜ったことをきっかけに、地元の有志が発起し、明治14年に神社の創立を計画し、翌年に遠野南部家4代から8代（勤王五世）を祀る「鍋倉神社」を創立する。明治19年に社殿を建立する。
昭和19年に「南部神社」と名を改め、昭和34年には遠野南部家初代から3代までを合祀し、初代から8代（勤王八世）を祀る神社となる。

## 祭神
遠野南部家初代から8代（勤王八世）を祀る
- 南部実長命
- 南部実継命
- 南部長継命
- 南部師行命
- 南部政長命
- 南部信政命
- 南部信光命
- 南部政光命

## 祭事
- 例大祭 - 神輿渡御5月3日　宵宮祭5月3日　例祭5月4日
- 墨付けどんと祭 - 1月第2日曜日

## 交通アクセス
- 釜石線遠野駅 徒歩10分

## 周辺情報
- 鍋倉公園
- 遠野市立博物館・図書館
- とおの昔話村